# St. Nikolaus (Heinrichskirchen)

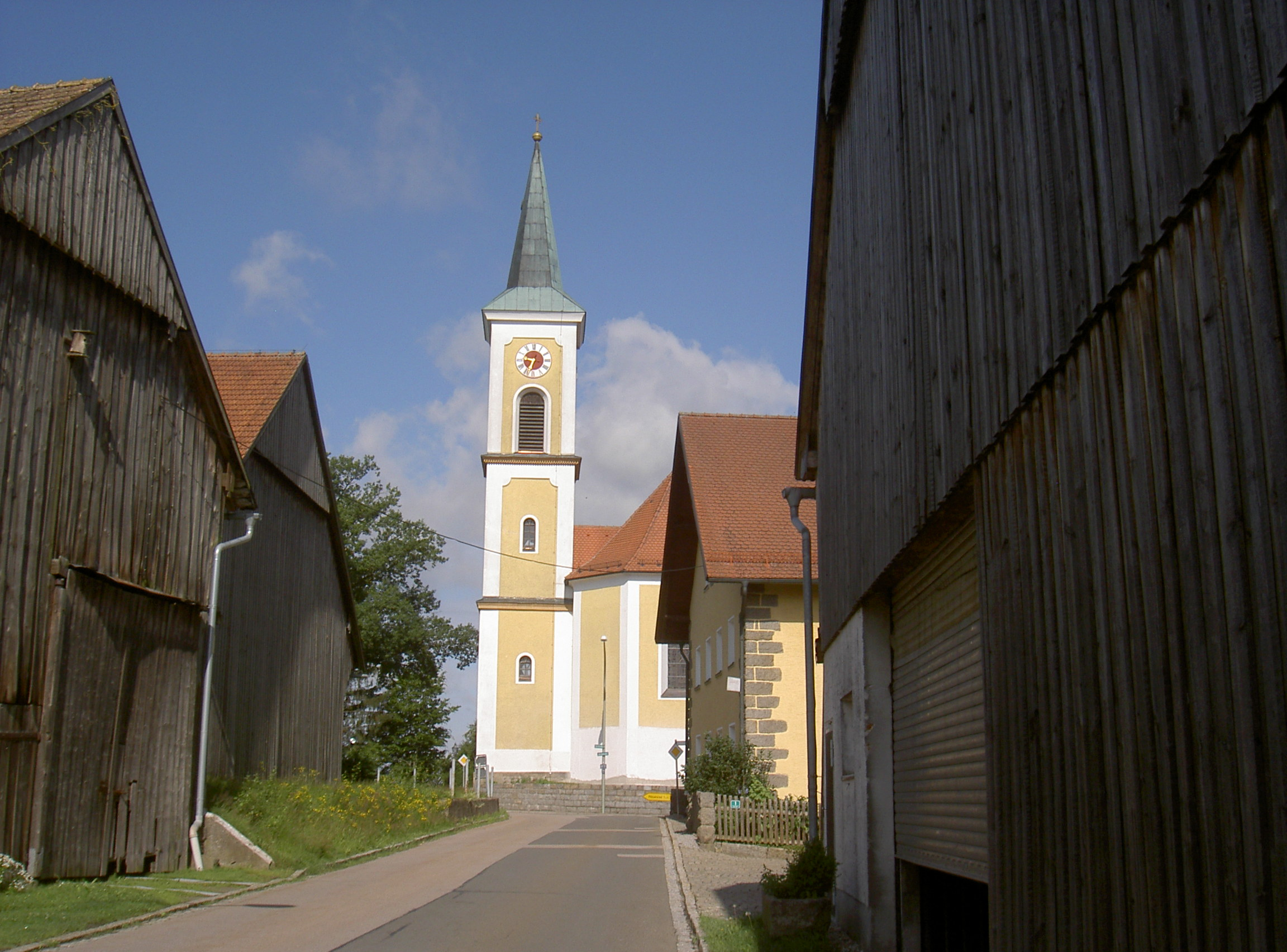
St. Nikolaus (Heinrichskirchen)

Die römisch-katholische, denkmalgeschützte Pfarrkirche St. Nikolaus steht in Heinrichskirchen, einem Gemeindeteil der Landstadt Rötz im Landkreis Cham der Oberpfalz. Sie ist dem Bistum Regensburg zugeordnet. Das Bauwerk ist unter der Denkmalnummer D-3-72-154-30 als Baudenkmal in die Bayerische Denkmalliste eingetragen.

## Beschreibung
Die Saalkirche aus einem Langhaus und einem eingezogenen, dreiseitig geschlossenen Chor im Osten wurde in der zweiten Hälfte des  18. Jahrhunderts erbaut. Der dreigeschossige Chorflankenturm wurde 1894/95 an die Südseite des Chors angebaut. Sein oberstes Geschoss beherbergt die Turmuhr und den Glockenstuhl. Er ist bedeckt mit einem achtseitigen Knickhelm.
Der Innenraum des Langhauses ist mit einer Flachdecke überspannt, die von Vouten gerahmt wird, der des Chors von einem Tonnengewölbe. Das Fresko an der Langhausdecke, das heiligen Nikolaus im Heiligenschein zeigt, und das Fresko im Chor, auf dem die Trinität und die Evangelisten dargestellt sind, stammen von Josef Wittmann. Er schuf auch das Altarretabel des Hochaltars.